# 남양홍문 효자각
남양홍문 효자각(南陽洪門 忠孝閣)은 충청북도 청주시 상당구에 있다. 2015년 4월 17일 청주시의 향토유적 제13호로 지정되었다.

## 개요
1799년 홍이중과 아들 홍석기의 효행을 기리기 위해 세운 정려각이다.